# Ciclón extratropical Klaus
El ciclón extratropical Klaus fue un ciclón de latitud media que afectó los días 23, 24 y 25 de enero de 2009 especialmente al norte de España y sur de Francia ocasionando varios muertos e importantes daños materiales. El centro de la depresión se desplazó de oeste a este desde las islas Azores, pasando con mucha violencia por la costa norte de Galicia y el mar Cantábrico, hasta el golfo de Génova; generando fuertes vientos de más de 190 km/h en el litoral español y francés y olas de hasta 26 metros. Fue un fenómeno extraordinario que no se repetía con tanta virulencia en España desde 1997.
El fenómeno causante de la borrasca especialmente profunda (o ciclón extratropical) fue una ciclogénesis explosiva. Esta se produce cuando dos masas de aire diferentes, una cálida y otra fría, chocan generando fuertes vientos y abundantes precipitaciones, desarrollándose en un corto periodo de tiempo. El adjetivo "explosiva" se debe al brusco descenso de presión atmosférica; a 45 ºN, este descenso ha de ser, como mínimo, de 18-24 mb en 24 h. Aunque algunas de sus características, como el intenso viento, se asemejan a los ciclones tropicales, el origen y evolución de ambos fenómenos es muy distinto.
Se reportaron 26 víctimas mortales relacionadas con la situación meteorológica, 12 de ellas en España. El suceso más grave tuvo lugar en San Baudilio de Llobregat (Barcelona), cuando el muro de una instalación deportiva cayó sobre unos niños causando la muerte a cuatro.

## Nombre
Aunque si bien la Agencia Estatal de Meteorología (AEMET) no daba nombre concreto a los sistemas que afectaban a España, el Instituto de Meteorología Alemán, uno de los principales referentes en el seguimiento histórico de la evolución atmosférica en Europa, sí nombraba con regularidad a las borrascas y anticiclones más notables. El 23 de enero dio el nombre de Klaus, en honor de Klaus Schümann, al sistema de bajas presiones situado en el Atlántico Norte.

## Contexto meteorológico
El ciclón extratropical Klaus que era alimentado por dos masas de aire muy contrastadas, una de aire polar muy frío al norte y otra de húmeda y cálida al sur sufrió un proceso de ciclogénesis explosiva que la convirtió en el transcurso de pocas horas siguientes en lo que los meteorólogos llaman una borrasca explosiva o bomba meteorológica.
Para poder producirse este fenómeno de ciclogénesis explosiva deben coexistir a la distancia adecuada una depresión o vaguada incipiente en la parte inferior de la atmósfera que interaccione con otra alejada y a un nivel de aproximadamente 300 mb, lo que conlleva un rápido ahondamiento de la borrasca con caídas de presión de aproximadamente 20 milibares em 24 horas. Este tipo de borrascas con una caída tan brusca de la presión solo se da con frecuencia en latitudes más altas (Groenlandia, Islandia...), siendo mucho menos frecuentes en nuestras latidudes.
Es preciso no confundir este tipo de tormentas con los ciclones tropicales cuya formación sigue un proceso muy diferente. Así, las tormentas de tipo «bomba» son de unas dimensión dos veces menos importantes que la de los ciclones tropicales (500 km contra 1000 km) y sacan su energía de la atmósfera, mientras que los ciclones tropicales obtienen su energía del agua caliente del mar. Finalmente, este tipo de tormentas sobrevienen principalmente en invierno, mientras que los ciclones tropicales se producen al final del verano o en otoño.
Los científicos no han establecido hasta ahora una correlación entre el calentamiento global y cambios en la formación de las tormenta, aumento de su frecuencia y cambios en su intensidad si bien sigue siendo un tema de estudio.

## Medidas de emergencia previas

### En España

Mapa de alertas de la AEMET para el día 24.

El 19 de enero, la Dirección General de Protección Civil puso en alerta a las cuatro comunidades del litoral cántabro por un posible episodio de fuertes vientos durante el fin de semana.
La emergencia de un centro de bajas presiones susceptible de transformarse en una tormenta potencialmente peligrosa conduce a la agencia estatal de meteorología (AEMT) a emitir un boletín de alerta el 22 de enero.
La mañana del 23 de enero al desplazarse el centro de bajas presiones situado en el Atlántico norte hacia el este con un alto grado de posibilidad (70-90 %) de que afectara rápidamente a la parte más occidental de la península ibérica. La Agencia Estatal de Meteorología puso en alerta roja (la máxima posible) a las comunidades cantábricas y Galicia por vientos de más de 150 km/h y mar arbolada o montañosa, con olas de más de 9 metros. Gran parte de las provincias del interior también fueron alertadas con el nivel naranja por rachas de viento cercanas a los 90 km/h.
Galicia fue la primera comunidad en adoptar medidas de urgencia decretando la Consejería el nivel naranja por rachas de más de 140 km/h y lluvia intensa. Además como medida preventiva ante la llegada del temporal y con el fin de prevenir todo peligro, el gobierno autónomo gallego toma entonces la decisión de suspender los clases en los centros escolares situados en las provincias de Lugo y de La Coruña, una medida que afecta a 190 000 alumnos.
En el País Vasco se esperaba que los fuertes vientos llegaran entre las 00:00 y las 08:00 del día 24. La flota quedó amarrada a puerto y numerosos buques mercantes y pesqueros procedentes de diversos puertos cercanos se refugiaron en la ría de Bilbao ante la alerta por olas de 12 metros y vientos de más de 150 km/h. Se activó un plan de crisis en la comunidad en el que se barajaba la posibilidad de desalojos de las zonas más afectadas. Algunos tramos de carreteras quedaron cortados de manera preventiva.

### En Francia
Con ocasión del ciclón, Météo-France distribuyó desde el 23 de enero de 2009 un mapa de vigilancia meteorológica con niveles de alerta roja para 5 departamentos del suroeste de Francia. Fue actualizado varias veces durante la jornada del 24 de enero de 2009.
En el momento cumbre de la tormenta, el nivel de alerta 4 (rojo) fue activado en 9 departamentos (mapa de vigilancia difundido el 24 de enero a las 08:10 (CET)): Gironda, Lot y Garona, Landas, Gers, Pirineos Atlánticos, Alto Garona, Altos Pirineos, Aude y Pirineos Orientales.
Desde la implantación del sistema de alerta meteorológica en octubre de 2001, fue la primera vez que se utilizó el nivel rojo debido a vientos violentos.

Mapa alerta difundido a las 06:00 (CET)
Mapa alerta difundido a las 10:44 (CET)
Mapa alerta difundido a las 16:00 (CET)
Mapa alerta difundido a las 22:13 (CET)

## Evolución de la tormenta

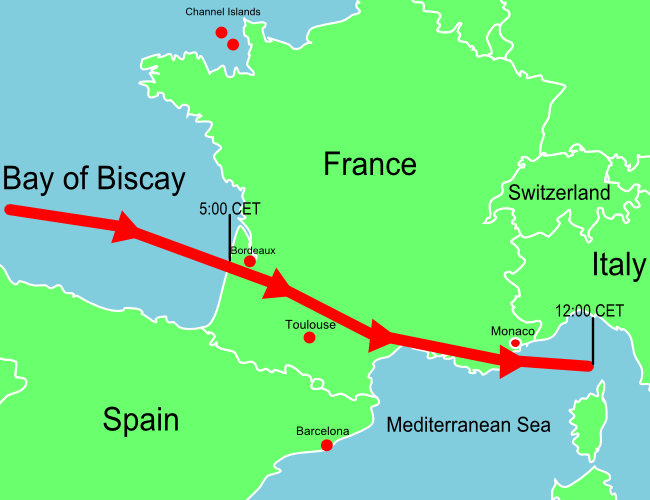
Mapa que muestra la localización de la depresión. La línea roja, señala la trayectoria del centro de las bajas presiones. (CET).

Desde el 22 de enero, las imágenes tomadas por el satélite Meteosat muestran la formación de una profunda depresión en la Atlántico norte, la cual hace presagiar una violenta tormenta susceptible de abatirse sobre el norte de España y el sur de Francia. El rápido ahondamiento de depresión conduce en primer lugar a los servicios meteorológicos españoles y a continuación al francés a poner en alerta máxima las zonas amenazadas.
El día 23, la borrasca ubicada al norte de las Azores y con una presión de 1000 hPa se desplaza hacia el este. Fue profundizándose rápidamente con el paso de las horas, llegando a caer hasta los 968 hPa estimados a las 00:00 del 24 de enero: Klaus se convierte en lo que los meteorólogos conocen como una bomba meteorológica.
A mitad de la jornada del 23 de enero, la tormenta Klaus se sitúa a unos mil kilómetros de las costas francesas, mientras sigue ahondándose. La presión en su centro es entonces de 988 milibar, cayendo a 977 milibar alrededor de las 16 horas.
En el transcurso de la jornada, varias comunidades autónomas situadas al norte de la península son puestas en alerta roja debido al riesgo de vientos violentos. De hecho, los meteorólogos de la AEMT pronostican ráfagas de viento que podrían alcanzar los 150 km/h en el litoral y 90 km/h en el interior.
Ante la amenaza de una tormenta de una potencia potencialmente comparable a las tormentas de Lothar y Martin de 1999, Météo-France decide ponen a cinco departamentos franceses en alerta roja: Pirineos Atlánticos, Landas, Alto Garona, Altos Pirineos y Gers.
Galicia fue la primera comunidad afectada por el ciclón extratropical y en el transcurso de la jornada del 23 de enero, las primeras ráfagas afectan al litoral gallego y cantábrico, antes de extenderse progresivamente hacia el este.
Durante la noche del 23 al 24 se producen violentas rachas de viento, siendo La Coruña la provincia con los valores más altos. Se registraron 198,4 km/h en la estación de Estaca de Bares, superando ampliamente los 158 km/h de máxima histórica en 1984, cuando el huracán Hortensia llegó a las costas española. Se registraron también valores similares en Cerezo de Arriba, en la comunidad de Castilla y León
El fuerte viento derribó numerosos árboles dificultando la circulación por carretera. Un sargento de la Guardia Civil de Tráfico murió en Burela, (Lugo) al caerle un árbol mientras ayudaba a varios automovilistas. Un pesquero portugués se hundió a 60 millas de la costa coruñesa por el fuerte oleaje, y aunque toda la tripulación pudo ser rescatada en helicóptero, el capitán falleció víctima de un infarto al llegar a tierra. Además se reportaton varios heridos por accidentes de tráfico y desprendimiento de objetos. El viento también derribó secciones de tendido eléctrico dejando a varios miles de usuarios sin luz durante varias horas. Los cortes se prolongaron varios días en zonas rurales de La Coruña. Las Torres de Arneiro, un conjunto de antenas de radio de más 100 metros de altura construidas durante la Segunda Guerra Mundial, fueron derribadas por el viento.
En Portugal, cerca de 600 automovilistas debieron ser rescatados por protección civil ya que 21 carreteras fueron convertidas en impracticables por el temporal en las regiones de Viseo, Braga y Vila Real.
A 22 millas de la costa de Santander se dio la ola más grande registrada en España con una altura de 26 metros.
En San Sebastián, se observan olas de 13,5 metros, mientras que la red de transporte urbano de Bilbao es dañada por de caídas de árboles sobre las catenarias. Los observatorios de la red de meteorológica española registran una bajada de la presión atmosférica de ocho milibares en apenas cuatro horas: al aproximarse a las costas vascas, a primeras horas de la mañana del 24 de enero, no es más que de 983 milibares.
La tormenta golpea las costas de Aquitania en la noche del 23 al 24 de enero, siguiendo una trayectoria ligeramente más al norte de lo que los modelos inicialmente habían previsto y en lugar de pasar por el sur de la Saintonge, discurre finalmente a la altura de la ciudad de La Rochelle con lo cual cosa los vientos violentos afectan a una zona más extensa de lo prevista, que incluye igualmente el departamento de la Gironda, el cual es puesto en alerta roja durante la noche. Un frente lluvioso asociado a la tormenta provoca lluvias de moderadas a fuertes en diversos puntos del litoral de Aquitania. Al penetrar hacia el interior de Francia, la presión muy baja (972 milibar) asociada a una corriente en chorro que sopla a cerca de 300 km/h en altura conducen a ráfagas de vientos muy violentas en el suelo, al ser canalizadas por el relieve pirenaico registrándose ráfagas de 136 km/h en Biarritz, 141 km/h en Mont-de-Marsan, 172 km/h en Biscarrosse.
La Gironda, inicialmente puesto en alerta naranja, es golpeada por ráfagas de 150 km/h a 172 km/h sobre el litoral, mientras que Burdeos es barrida por vientos de una gran violencia: llegándose a los 161 km/h sobre el aeropuerto de Burdeos, un récord absoluto en la capital girondina.
Como resultado, Meteo-France reacciona durante la noche poniendo a su vez Gironda y Lot y Garona en alerta roja.
A las primeras horas del 24 de enero, el aeropuerto de Burdeos es cerrado por la prefectura de Gironda, mientras que el tráfico ferroviario y el transporte público de la metrópolis girondina son suspendidos.
A las 8 horas, se registran todavía ráfagas de 135 km/h en Burdeos, de 137 km/h en Cazaux y de 165 km/h en Biscarrosse. El Puente de Aquitania, principal vía de acceso a la ciudad de Burdeos, es cerrado en los dos sentidos de circulación. Al mismo tiempo, la tormenta llega a Gers donde 27 000 hogares son privados de electricidad.
A las 8 horas 30, Meteo-France extiende la alerta roja en los departamentos del Aude y de Pirineos Orientales, mientras que la tormenta golpea de lleno la región Mediodía-Pirineos. Los daños sobre las líneas eléctricas dejan a 30 000 clientes en la oscuridad. En Gironda, la intensidad de los vientos conduce EDF a poner en marcha de manera preventiva el plan de emergencia interno de la central nuclear del Blayais, al norte de Burdeos, que precisa sin embargo que «los cuatro reactores funcionan normalmente».
A las 10 horas, el aeropuerto de Toulouse-Blagnac es también cerrado al tráfico aéreo debido a ráfagas de cerca de 118 km/h que barren la «ciudad rosa». Unos 400 bomberos, 300 gendarmes, 40 operarios del SNCF y 100 empleados municipales intervienen en esta aglomeración urbana para hacer frente a la emergencia. Se reportan caídas de árboles en diversos puntos de la ciudad y en su periferia.
Durante la mañana, el prefecto de las Landas declara el plan Orsec para su departamento. A mitad de la jornada, se registran vientos de hasta 159 km/h en Narbona, 184 km/h en Perpiñán y hasta 216 km/h en el puerto de Envalira, en Andorra.
A las 18:40 horas, cerca de 9280 hogares se ven privados de electricidad en el Hérault, donde las ráfagas de viento alcanzan los 131 km/h en Murviel-lès-Béziers.
En Cataluña, las ráfagas alcanzan los 200 km/h en Portbou, siendo las comarcas del Bajo Llobregat, del Tarragonés y del Vallés Occidental particularmente afectadas. Centenares de árboles fueron arrancados por las violentas rachas de viento, cortando las vías de comunicación y estropeando diversas viviendas o infraestructuras públicas. Igualmente, se registraron daños significativos en el mobiliario urbano, en cabinas telefónicas o señales de tráfico. En el momento más intenso del episodio meteorológico, cerca de 200 000 clientes sufrieron cortes de electricidad según la Generalidad y se interrumpe el tráfico ferroviario en las principales líneas regionales.
En San Baudilio de Llobregat, los muros de un polideportivo colapsaron tras ser arrancado el tejado debido a una fuerte ráfaga de viento, causando la muerte de 4 niños e hiriendo a otros 16 que se habían refugiado en su interior para disputar un partido de béisbol. En La Palma de Cervelló, también en la provincia de Barcelona, un operario de carretera falleció como consecuencia de la caída de un árbol.
Más al sur, en Alcora, en la Comunidad Valenciana, la caída de una línea de alta tensión provocó un incendio forestal. Atizadas por los vientos violentos, las llamas devoraron cerca de 1000 hectáreas de zona boscosa.
El día 25, la depresión prosiguió su trayectoria por el mar Mediterráneo hasta el golfo de Génova, dirigiéndose a continuación hacia Córcega y el sur con Italia, donde las lluvias torrecianles causaron la muerte de varias personas en un corrimiento de tierra en la Calabria ese mismo día.

## Post-tormenta
La alerta roja es levantada en el último departamento al cual concierne esta medida, Pirineos Orientales, en la noche del sábado 24 de enero. Una parte de los departamentos siniestrados pasan en alerta naranja. Al mismo tiempo, un balance proporcionado por la compañía eléctrica ERDF evalúa en 625 000 el número de clientes privados de electricidad en Aquitania, 348 000 en Mediodía-Pirineos, 294 000 en Languedoc-Rosellón, 20 000 en Poitou-Charentes y 500 en Auvernia.
Al día siguiente de la tormenta, el presidente francés Nicolas Sarkozy efectúa una visita a las zonas siniestradas. Acompañado de los ministros Jean-Louis Borloo, Michel Barnier, Dominique Bussereau y Michèle Alliot-Marie, es recibido por el alcalde del Pian-Médoc,  al norte de Burdeos.
Al Final de una reunión de crisis en la prefectura de la región de Aquitania, anuncia la intervención del ejército de tierra para ayudar a las operaciones de socorro, así como la movilización del «fondo de solidaridad para los municipios víctimas de catástrofes naturales».
En su visita a Morcenx, en las Landas, a fin evaluar los daños sobre las infraestructuras ferroviarias, el presidente de la SNCF Guillaume Pepy habla «de imágenes de guerra».
En la noche del 25 de enero, seis departamentos son puestos de nuevo en alerta naranja debido a riesgos de crecidas: Gironda, Charente Marítimo, Charente, Dordoña, Landas y Gers.
El 26 de enero, la Comisión Europea anuncia su intención de activar el fondo de solidaridad de la Unión Europea. El Secours populaire, Catholic Relief Services y la Cruz Roja lanzan un llamamiento a las donaciones en favor de los damnificados.
Los medios de comunicación se movilizan y una edición especial dedicada a la tormenta es retransmitida por France 3 Sud al final de la tarde, mientras que una noche especial bautizada «Solidarité tempête» es emitida a las 20 horas 35 por France 3 Aquitania. Esta programa es también emitido por las emisoras de radio de France Bleu en Aquitania.
El 27, de enero, el presidente de la asamblea nacional francesa Bernard Accoyer rinde homenaje a las víctimas de la tormenta Klaus.
El 29 de enero, el estado de catástrofe natural firmado el día anterior es publicado en el boletín oficial. A nueve departamentos franceses concierne esta medida: El Gironda, las Landas, los Pirineos Atlánticos, el Alto Garona, el Gers, el Lot y Garona, los Altos Pirineos y Pirineos Orientales. El decreto implica declaraciones municipales simplificadas para 21 otros departamentos fuertemente afectados por la tormenta.

## Daños materiales
La tormenta originada en el golfo de Vizcaya siguió una trayectoria hacia el sureste que la condujo a través del sur de Francia durante la noche del 24 de enero hasta el norte de Italia y el Adriático hizo sentir sus efectos desde las islas del Canal hasta el sur de Cataluña. Los efectos más destructores de la tormenta provocados por la lluvia y los fuertes vientos se situaron en el suroeste de Francia mientras que en Italia provocó daños mínimos.

### Francia

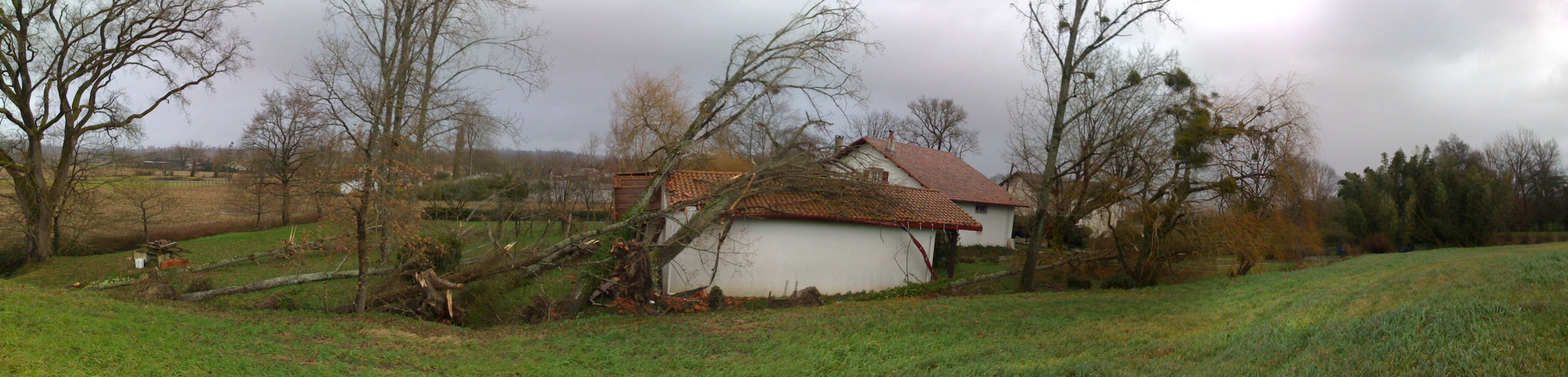
Árboles arrancados en Landas.

Red eléctrica
Más de 1,7 millones de hogares son privados de electricidad en una amplia cuarta parte del sudoeste (Aquitania, Mediodía-Pirineos, Poitou-Charentes, Lemosín y Auvernia) el sábado 24 de enero de 2009. El 5 de febrero, solo algunas decenas de hogares se encuentran sin corriente eléctrica.
| Región             | 24 de enero de 2009 a las 16h30 | 25 de enero de 2009 a las18h00 | 26 de enero de 2009 a las 12h00 | 27 de enero de 2009 |
| ------------------ | ------------------------------- | ------------------------------ | ------------------------------- | ------------------- |
| Aquitania          | 821 000                         | 553 000                        | 337 000                         | 212 700             |
| Languedoc-Rosellón | 362 000                         | desconocido                    | 63 000                          | 37 500              |
| Mediodía-Pirineos  | 477 000                         | desconocido                    | 118 000                         | 55 800              |
| Poitou-Charentes   | 85 000                          | 20 000                         | 1500                            | desconocido         |

Red telefónica
Varios cientos de miles de abonados han visto su línea telefónica cortada el 24 de enero durante la tormenta. France Télécom ha debido movilizar a unos 3000 técnicos con el fin de intervenir sobre su red.
Gracias a que muchas centrales pueden funcionan mediante baterías, el impacto de los cortes es menor en la jornada del 24 de enero para agravarse desde al día siguiente con el agotamiento de los sistemas de emergencia. Así, se ha visto el número de abonados privados de teléfono acrecentarse en la jornada del 25 de enero.
En las Corbières (Aude), la línea telefónica ha estado cortada desde el sábado 24 a 9 h, y restablecido solamente a partir del martes 27 a las 17h15.
| Región             | 24 de enero de 2009 | 25 de enero de 2009 | 26 de enero de 2009 | 27 de enero de 2009 |
| ------------------ | ------------------- | ------------------- | ------------------- | ------------------- |
| Aquitania          | 20 000              | 150 000             | 100 000             | 60 000              |
| Languedoc-Rosellón | inconnu             | 100 000             | 40 000              | 10 000              |
| Mediodía-Pirineos  | 20 000              | 100 000             | 60 000              | 30 000              |

Daños forestales
Aún no completamente recuperado de la tormenta de 1999, el bosque de las Landas ve de nuevo sus pinos marítimos desarraigados, incluso seccionados. Así, según las primeras estimaciones, el 60 % del bosque de las Landas es destruido y aproximadamente 1 000 000 m³ de bosque ha sido derribado. El Inventaire forestier national (IFN), la administración pública con la misión de gestionar e inventariar los recursos forestales, es el encargado de la coordinación de la evaluación de los daños. Gracias al dispositivo establecido, estimaciones precisas en superficie y en volumen de los daños de tormenta estarán disponibles desde mediados de febrero.

### España
- En Cataluña, las regiones del Bajo Llobregat, de Tarragonés, Bajo Campo y del Vallés Occidental son particularmente afectadas. Centenares de árboles son arrancados por las violentas ráfagas, que bloquean las vías de comunicación y que deterioran varias viviendas o infraestructuras públicas. Asimismo, se producen daños significativos sobre el mobiliario urbano: cabinas telefónicas o paneles de señales de tráfico sobre todo. En el momento álgido de la tormenta, cerca de 200 000 clientes son privados de electricidad según la Generalidad de Cataluña.
- El 27, de enero, cuatro días después del comienzo de las inclemencias, aproximadamente 3500 clientes siguen estando sumidos en la oscuridad en Cataluña.[46]
- En Galicia, en el momento culminante de la tormenta, 500 000 abonados sufrieron cortes de electricidad. El 25 de enero, Emilio Pérez Touriño, presidente de la Junta de Galicia, indicó que cerca de 100 000 hogares quedaron desprovistas de suministro eléctrico.[47] La provincia de Lugo fue una de las más afectadas.
- En el País Vasco, 25 000 clientes sufrieron una suerte idéntica en la misma fecha.
- A su paso por Galicia derribó las dos antenas que aún quedaban en pie en las Torres de Arneiro.

## Víctimas
El número provisional de víctimas muertas directamente o indirectamente por la tormenta es de 31 personas en Europa, de las cuales 12 en Francia, 12 en España, 4 en Italia, a las que hay que añadir numerosos heridos.
Francia
- En el departamento de las Landas, dos automovilistas fallecieron el 24 de enero de 2009 por la caída de árboles sobre su coches, otras dos personas son muertas por caídas de objetos durante la tormenta. El 26 de enero, la prefectura de las Landas anuncia el fallecimiento de una persona mayor en el hospital de Mont-de-Marsan después de haber sido encontrada en estado de hipotermia en su jardín en Sarbazan.[35]
- En Verdelais (Gironda), una septuagenaria con asistencia respiratoria ha fallecido debido a una corte de electricidad.[35]
- En Dordoña, dos personas mayores son encontradas muertas el domingo 25 de enero, asfixiadas por un grupo electrógeno en Nanteuil-Auriac-de-Bourzac.[35]

- En los Pirineos Orientales, dos deportistas náuticos son encontrados muertos el domingo 25 de enero intoxicados por emanaciones de monóxido de carbono de un grupo electrógeno instalado a bordo de su velero a Le Barcarès.[35][51]
- en los Pirineos Atlánticos, una persona ha muerto después de haber caído de un tejado.
- En Gers, un jubilado de 62 años ha muerto el 30 de enero después de sufrir una caída de seis metros desde un tejado, lo cual eleva 12 el número de muertes vinculadas a la tormenta Klaus en Francia.[52]

España
- Un agente de la Guardia Civil es muerto por la caída de un árbol en Burela (Lugo) el sábado 24 de enero.[53]
- Un marino portugués fallece en La Coruña.[7]
- Un hombre de 80 años muere en Villalba (Lugo) tras incendiarse su casa.[49]
- En Barcelona el viernes 23 de enero, una mujer de 52 años encuentra la muerte después de que un muro se haya derrumbado sobre la acera mientras iba a su trabajo.[54]
- La violencia de las ráfagas provoca el hundimiento de un complejo polideportivo en San Baudilio de Llobregat, en Cataluña, que causa la muerte de cuatro niños y heridas a otros nueve.[7]
- En La Palma de Cervelló, en el provincia de Barcelona, un empleado municipal fallece por la caída de un árbol el 24 de enero.[7]
- Un hombre muere en Abrera, por la caída de un árbol de su jardín.[55]
- Un hombre de 53 años murió el día 27 en el Hospital Joan XXIII de Tarragona tras caer de la terraza de su casa en la pedanía de L'Argilaga, perteneciente al municipio de La Secuita, por efecto del viento el día 24.[56]
- Un hombre de 51 años ha muerto en  Aigües de Busot (provincia de Alicante) por la caída de un muro.[49]
- Una mujer de 73 años fallece en Hontoria de Valdearados (Burgos) por el impacto de una puerta.[57]

Italia
- El 25, de enero, una mujer de 37 años de edad muere ahogada después de haber sido arrastradas por las olas en una playa de la Costa Amalfitana.[58]
- Algunas horas más tarde, tres personas son víctimas de un corrimiento de tierra sobre la autopista que conecta Regio de Calabria con Salerno, en la parte meridional de la península.[59]

## Intervención de los poderes públicos

### Francia

#### Medios militares
Desde el 24 de enero, una quincena de grupos electrógenos fueron desplegados para alimentar principalmente residencias de ancianos, estaciones de bombeo y centrales telefónicas.
Un millar de militares fueron desplegados, sobre todo en los departamentos de las Landas, del Gers y del Tarn y Garona. Salen en ayuda a los servicios de EDF y de France Télécom con el fin de despejar las vías de acceso y así permitir reparar las redes eléctrica y telefónicas. Igualmente despejan las carreteras secundarias con el fin de poner fin al aislamiento de ciertos municipios.
El 17.º regimiento de ingenieros paracaidistas de Montauban y el 48.º regimiento de transmisión de Agen intervinieron en Agen para el restablecimiento de la red eléctrica. La base aérea 118 de Mont-de-Marsan, la 17.ª agrupación de artillería de Biscarosse así como escuela de aplicación de la aviación ligera del ejército de tierra de Dax dan igualmente su apoyo en las tareas de socorro.
El 27, de enero, el 25.º regimiento de ingenieros del aire interviene en Grenade-sur-l'Adour.
El mismo día, como ya sucedió en 1999, los Mirage F1 de la base aérea 112 de Reims son desplegados sobre el departamento de las Landas para sacar fotografías georreferenciadas con el fin de poder identificar rápidamente las zonas siniestradas y de organizar de manera óptima las operaciones de salvamento y de limpieza.

#### Medios políticos
Michel Barnier, ministro de Agricultura y pesca, prevé un plan global de acciones con el fin de valorizar el bosque derribado en las Landas y así ayudar a la industria silvícola.
En Francia, el decreto que conlleva el reconocimiento del estado de catástrofe natural aparece publicado en el Journal officiel de la République française, equivalente francés del BOE español, del 29 de enero de 2009.

## Imágenes de la tormenta

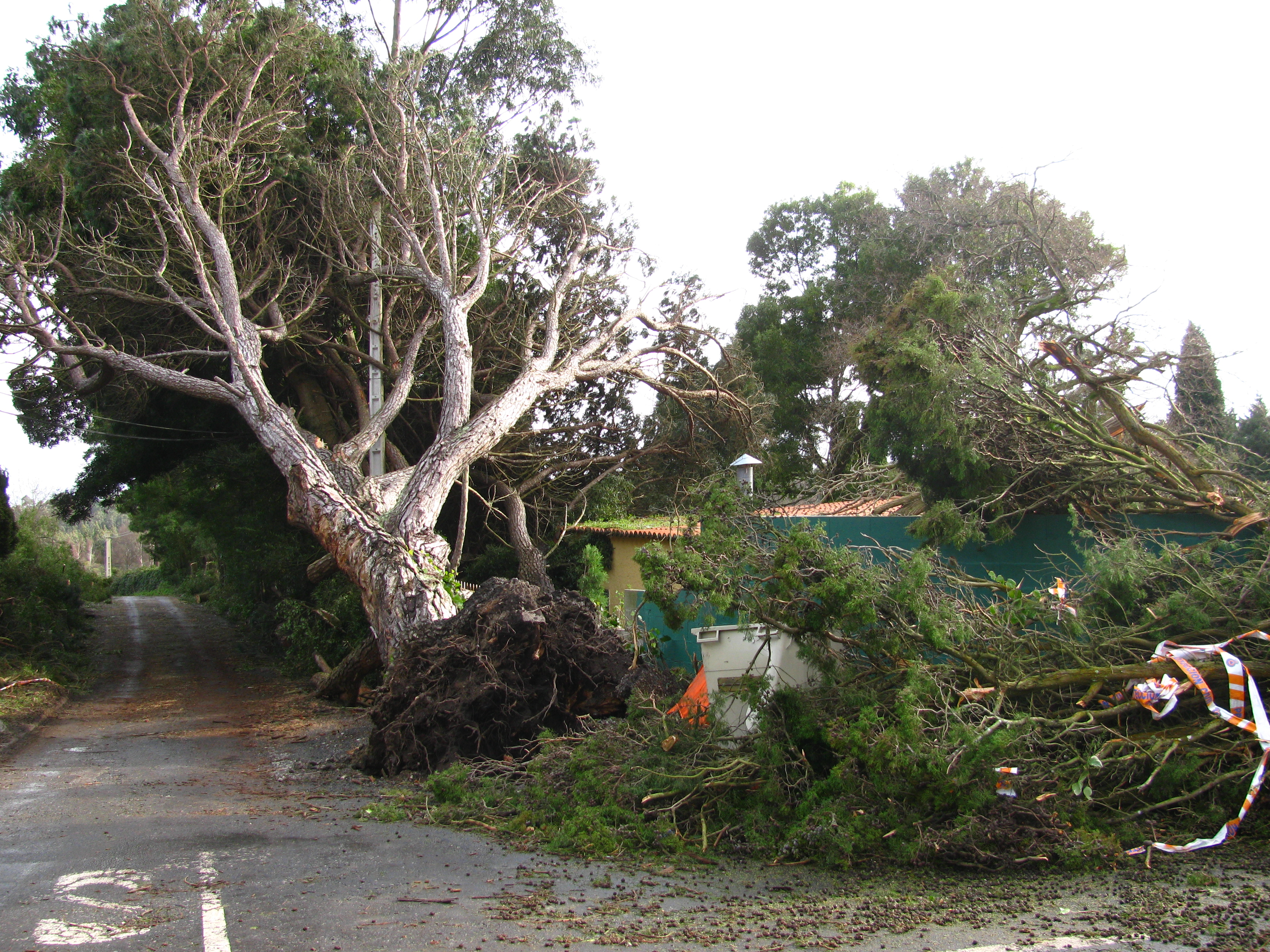
Árboles arrancados cerca de La Coruña
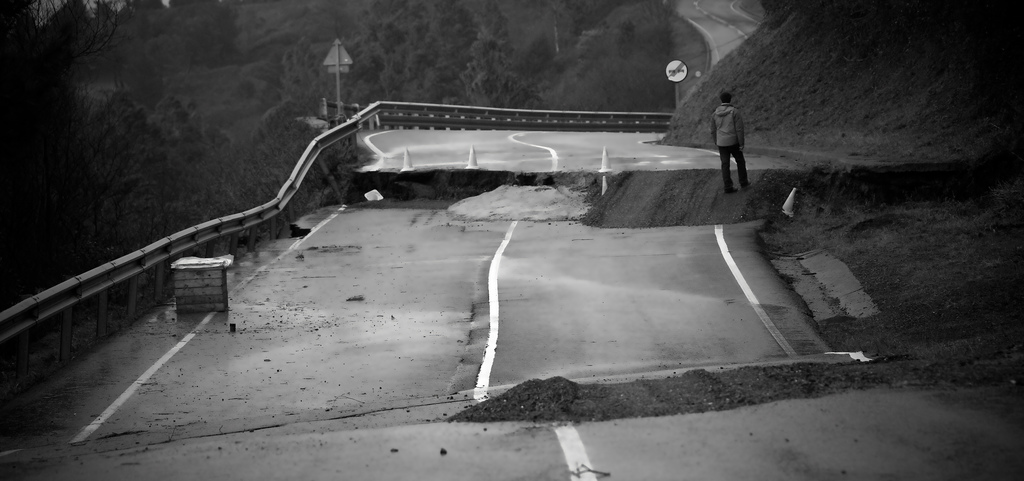
Carreteras dañadas en el País Vasco
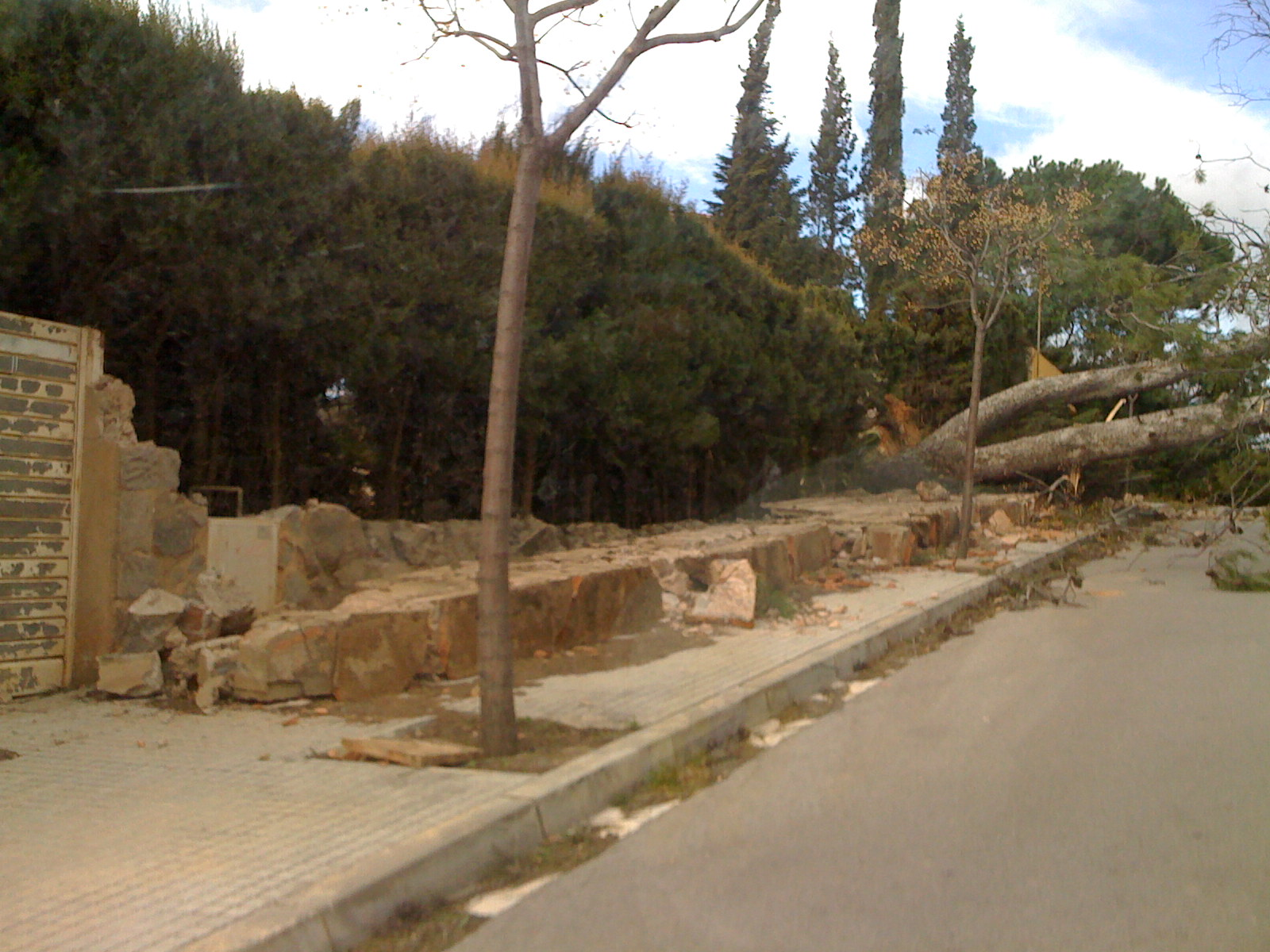
Daños en Cataluña
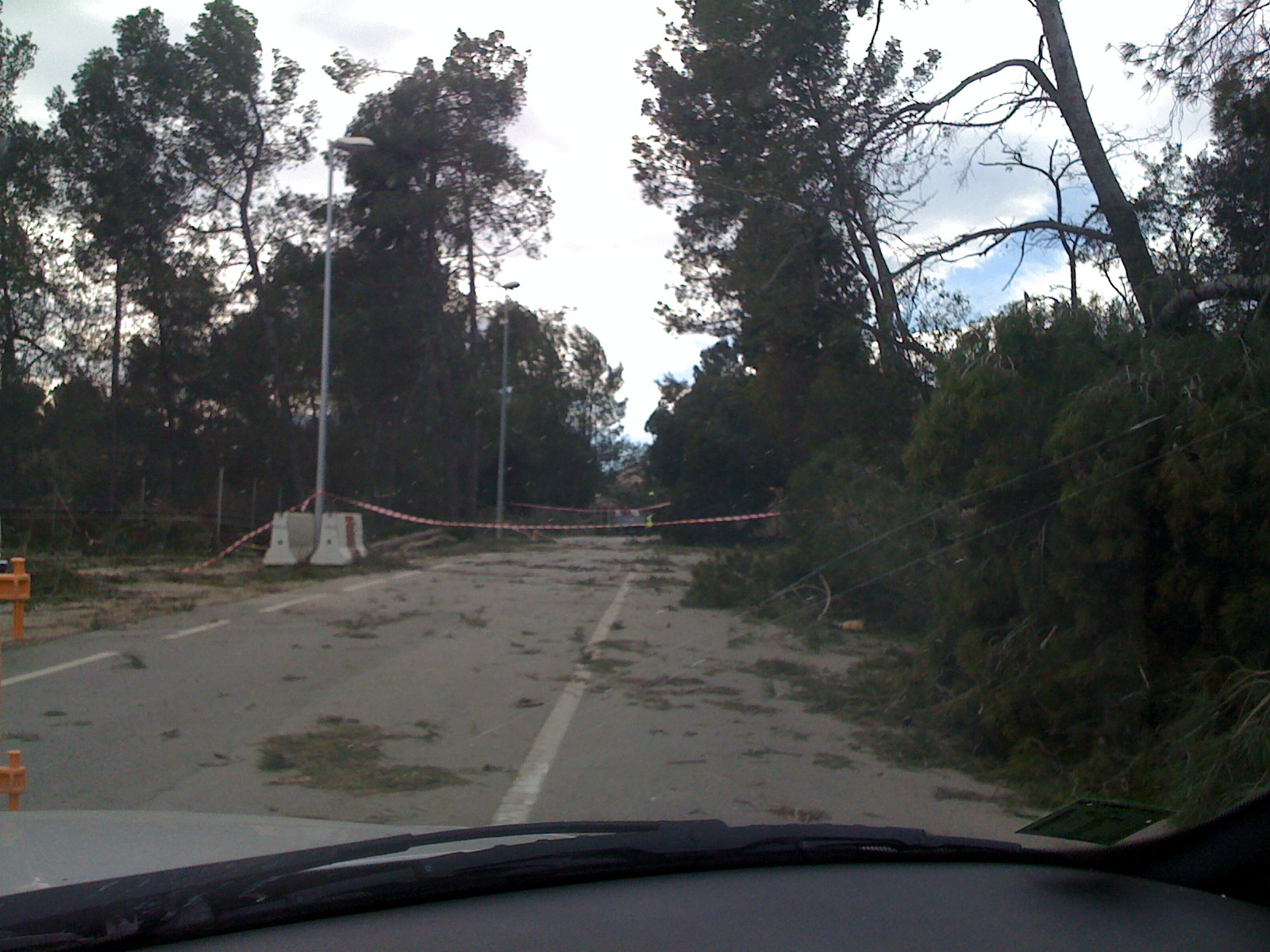
Tráfico perturbado en Cataluña
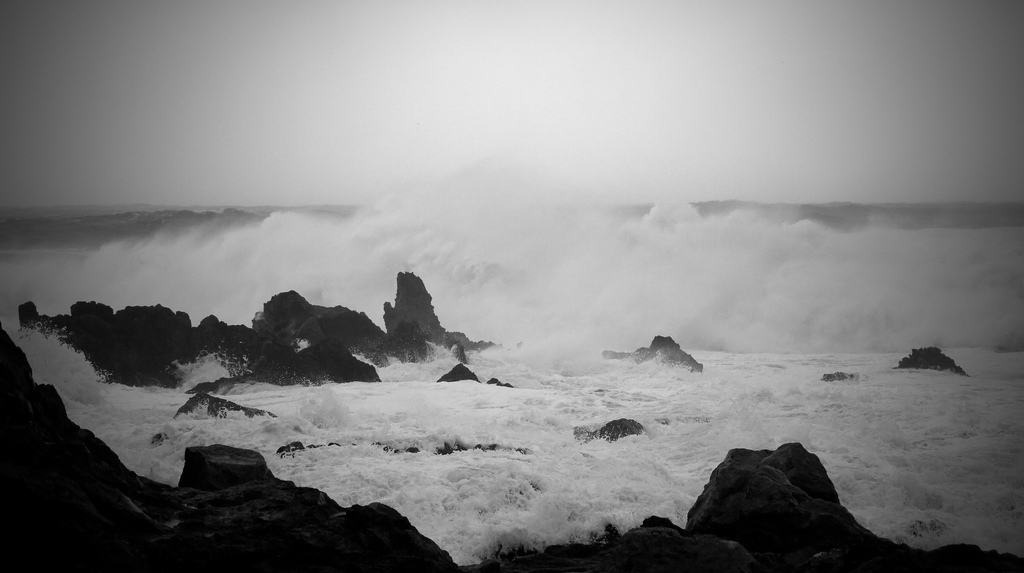
El temporal en el País Vasco
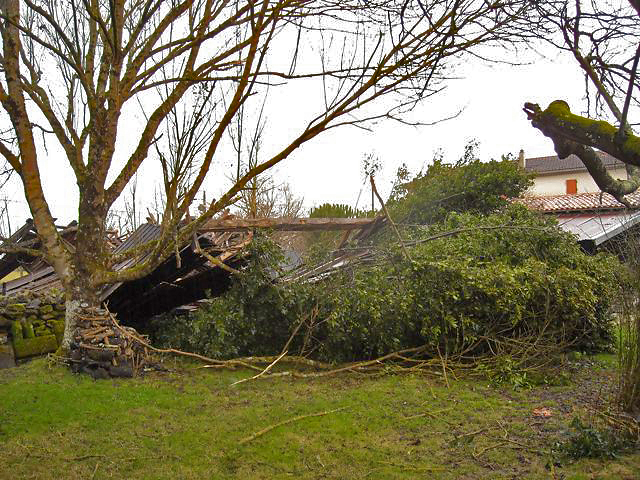
Daños en Gironda
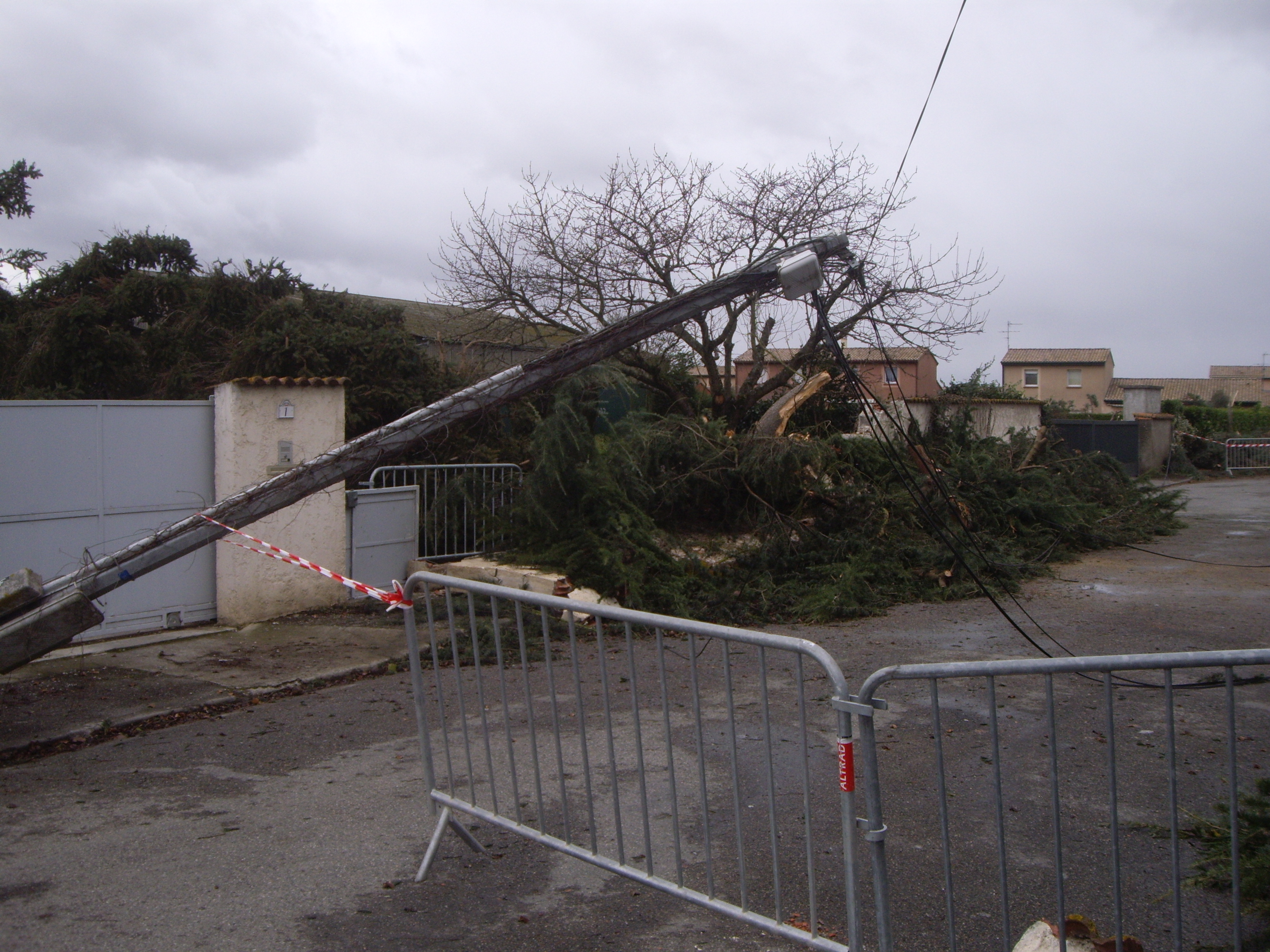
Cables eléctricos rotos en el suroeste de Francia
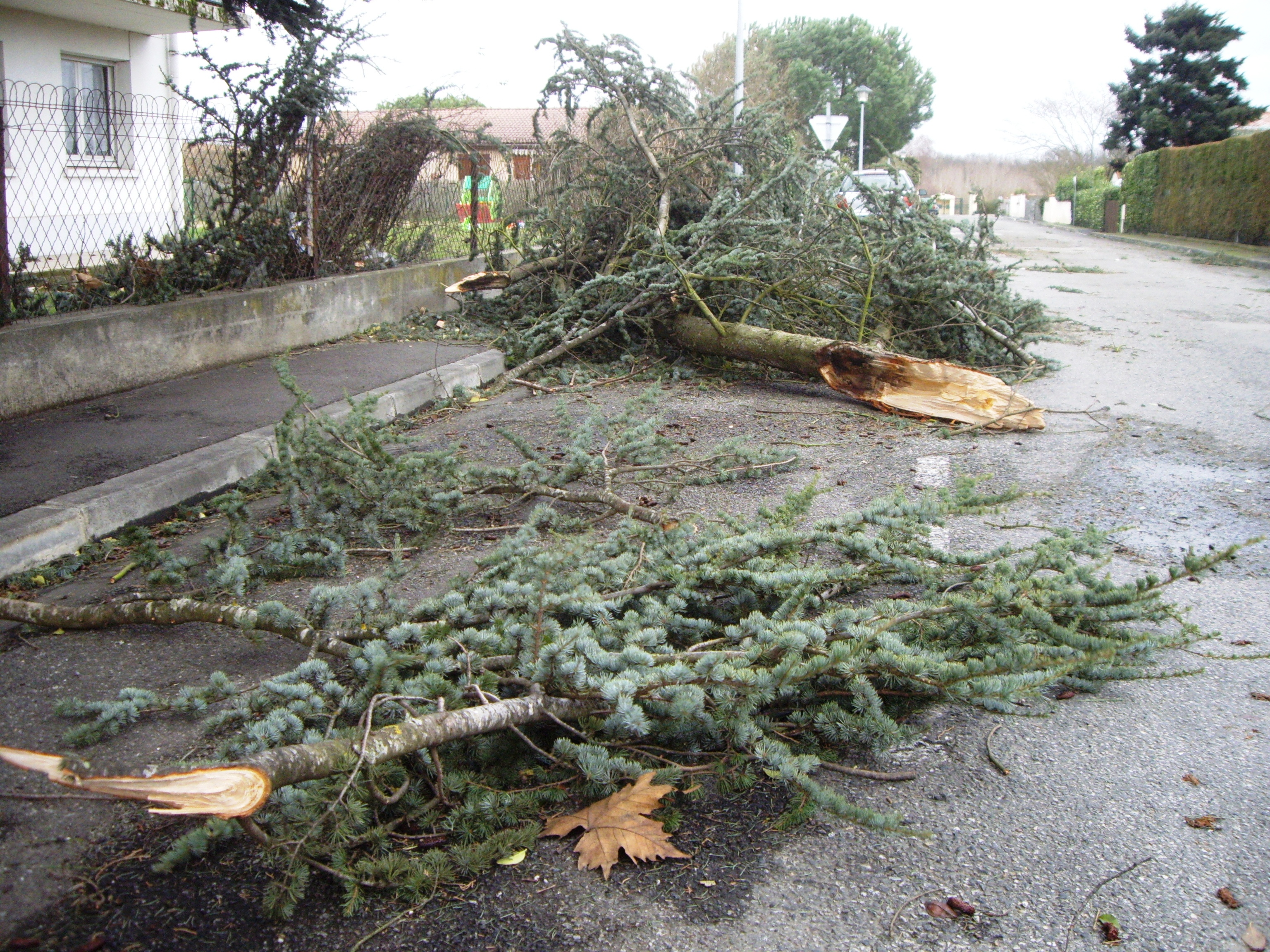
Árboles arrancados por la tormenta en Francia